# Arena América
L'Arena América, également connu sous le nom de Stade du juge José Vasconcelos da Rocha (en portugais : Estádio Desembargador José Vasconcelos da Rocha), est un stade de football brésilien situé dans la ville de Parnamirim, dans l'État du Rio Grande do Norte.
Le stade, doté de 5 000 places et inauguré en 2019, sert d'enceinte à domicile à l'équipe de football de l'América de Natal.

## Histoire
Après la démolition en 2011 du Machadão pour céder sa place à l'Arena das Dunas (le loyer du stade étant trop cher pour l'équipe), l'América de Natal doit trouver des alternatives pour disputer ses matchs à domicile. Le club se déplace alors quelques fois au Nazarenão de Goianinha (causant des problèmes de distance). Le conseil d'administration du club se décide alors de se faire construire son propre stade.
La construction du stade situé au cœur du centre d'entraînement de  l'América de Natal débute en 2012 (nettoyage du terrain et travaux de terrassement), mais c'est en janvier 2013 que les fondations des gradins débutent.
Au départ prévu pour être inauguré en juillet 2015 puis en décembre 2016, le chantier prend finalement du retard.
Une grande partie de l'argent récolté pour la construction a été récolté par les supporters du club.
Le chantier se finalise en août 2019, et est inauguré (lors d'un match amical) le 21 décembre 2019 lors d'une victoire 2-1 des locaux de l'América de Natal sur le Campinense Clube (le premier but au stade étant inscrit par Dione, joueur de l'América).
La première rencontre officielle a lieu le 5 janvier 2020 lors d'une victoire 4-1 de l'América de Natal sur Força e Luz (le premier but officiel au stade étant inscrit par Daniel Costa, joueur de l'América).